# Personenstandsarchiv (NRW)
Die Personenstandsarchive sind Teile des Landesarchivs Nordrhein-Westfalen, die ausschließlich Unterlagen des Personenstandswesens aufbewahren. Sie befinden sich in Duisburg (Personenstandsarchiv Rheinland als Teil der Abteilung Rheinland des Landesarchivs) und Detmold (Personenstandsarchiv Westfalen-Lippe).

## Geschichte und Zuständigkeit
Das Personenstandsarchiv Rheinland verwahrt und betreut Archivalien des Personenstandes, also Kirchenbücher, Zivil- und Personenstandsregister, aus den Regierungsbezirken Düsseldorf und Köln. Seine Entstehung reicht bis in die Zeit des Zweiten Weltkriegs zurück. Nach 1945 übernahm die neue Archivverwaltung der Rheinprovinz bzw. ihre Nachfolgerin, die Landesarchivverwaltung Nordrhein-Westfalen, das Schriftgut als so genanntes Personenstandsarchiv und schuf damit die Möglichkeit, personenstandsrelevante Unterlagen konzentriert an einem Ort fachlich zuverlässig aufzubewahren und der Verwaltung, ebenso wie Recht suchenden Bürgern und nicht zuletzt auch der familiengeschichtlichen Forschung zur Verfügung zu stellen. Ursprünglich auf der Festung Ehrenbreitstein/Koblenz untergebracht, wurden bald nach Kriegsende die Kirchenbücher nach Schloss Gracht (Erftstadt-Liblar) ausgelagert, während die Personenstandsregister auf dem Ehrenbreitstein verblieben. 1953 erfolgte eine Aufteilung der Bestände entlang den neu gezogenen politischen Grenzen zwischen Nordrhein-Westfalen und Rheinland-Pfalz; außerdem waren auch die Kirchenbücher, die sich bei Kriegsbeginn in kirchlichem Besitz befunden hatten, an die jeweiligen Kirchengemeinden zurückzugeben. Dagegen konnten die nordrhein-westfälischen Registerbände, zunächst bis zum Grenzjahr 1900, ergänzt werden; seit 1953 ist das Personenstandsarchiv mit der Verwahrung der bis 1938 angelegten Personenstandsregister beauftragt. Ebenfalls 1953 erhielten die Kirchenbücherbestände Zuwachs durch einschlägiges Schriftgut des 19. Jahrhunderts aus dem Gebiet des Landgerichts Essen. 1954/55 vereinigte man die beiden Archivteile, Kirchenbücher und Personenstandsregister, in Brühl. Seitdem sind die Bestände im Wesentlichen nur noch durch die Übernahme der „Sammelakten“ (Beiakten) einiger großstädtischer Standesämter vermehrt worden, wobei die Sammelakten für die Zeit nach 1875 inzwischen wieder an die Städte zurückgegeben wurden. Dies änderte sich erst mit der Reform des Personenstandswesens 2009: Seitdem übernehmen die nordrhein-westfälischen Personenstandsarchive jahrweise Zweitregister von den Standesämtern.
Das Personenstandsarchiv Rheinland war von 1955 bis 2004 eine selbständige Einrichtung des Landes Nordrhein-Westfalen. 2004 wurde das Personenstandsarchiv Rheinland eine Abteilung des neugegründeten Landesarchivs Nordrhein-Westfalen, 2008 ging es in der Abteilung Rheinland des Landesarchivs auf. Bis zum Umzug 2014 nach Duisburg war es am Standort Brühl im Schloss Augustusburg und zwei weiteren nahe gelegenen Gebäuden untergebracht.
Das Personenstandsarchiv Westfalen-Lippe entstand 1964 nach dem Vorbild des Personenstandsarchivs Rheinland. Es war von Anfang an dem Staatsarchiv Detmold angegliedert. Zusammen mit dem Staatsarchiv Detmold wurde das Personenstandsarchiv Westfalen-Lippe Teil des 2004 errichteten Landesarchivs Nordrhein-Westfalen.

## Die Bestände

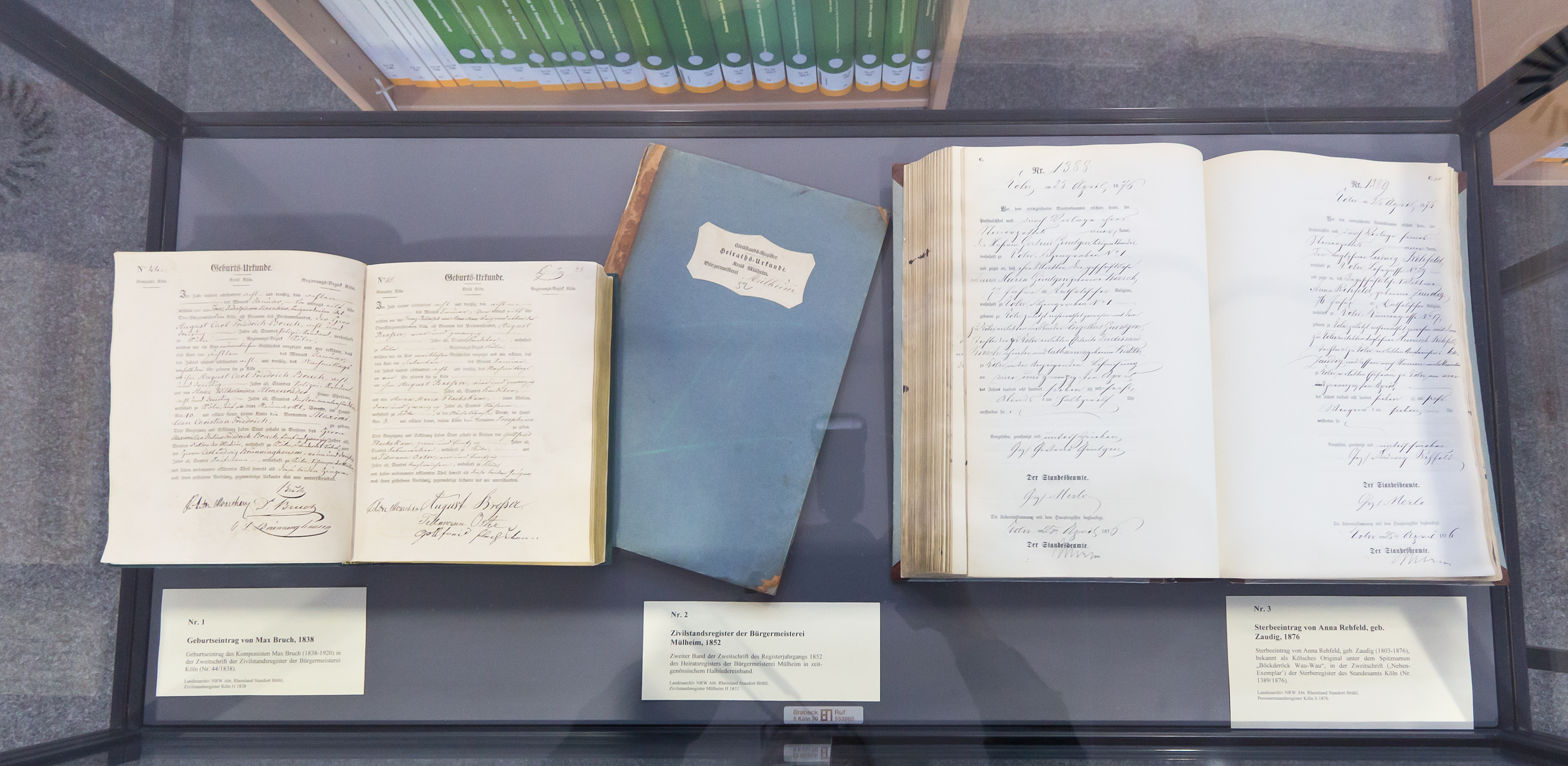
Zweitschriften aus dem Personenstandsarchiv Rheinland:
Links: Zweitschrift des Zivilstandregisters der Bürgermeisterei Köln (Nr. 44/1838) mit dem Geburtseintrag des Komponisten Max Bruch, 1838
Mitte: Zweiter Band der Zweitschrift des Registerjahrgangs 1852 des Heiratsregisters der Bürgermeisterei Mülheim im zeitgenössischen Halbledereinband
Rechts: Zweitschrift (‚Neben-Exemplar‘) der Sterberegister des Standesamts Köln (Nr. 1389/1876) mit dem Sterbeeintrag von Anna Rehfeld, geb. Zaudig (1803–1876), bekannt als Kölsches Original unter dem Spitznamen „Böckderöck Wau-Wau“

Die Personenstandsarchive verwahren:
- Kirchenbücher (Duisburg, in Detmold nur Kirchenbücher aus Lippe)
- Kirchenbuchduplikate (nur in Detmold)
- Zivilstandsregister: Sie wurden im Rheinland von ca. 1798 (linksrheinisch) bzw. 1810 (rechtsrheinisch) bis 1875 geführt, in Westfalen dagegen nur von 1808 bis 1814
- Juden- und Dissidentenregister (nur Westfalen-Lippe): seit dem frühen 19. Jahrhundert war in vielen Territorien die (getrennte) Führung von Registern über Personenstandsfälle von Juden, Dissidenten, Quäkern u. a. verpflichtend (1808/09 bis 1875)
- Personenstandsregister: Dies sind aufgrund des preußischen Personenstandsrecht 1874/75 bzw. des Personenstandsrechts des Deutschen Reiches von 1876 angelegte standesamtlichen Register. Bislang bewahrten die Personenstandsarchive Register bis zum Jahr 1938 auf. Ab dem Jahr 2009 werden nach und nach weitere standesamtliche Zweitregister übernommen.
- Reproduktionen von Listen jüdischer Gemeinden, Einwohnern und Friedhöfen, entstanden durch das Reichssippenamt (nur in Detmold)
- Namensverzeichnisse, genealogische Auswertungen und „Verkartungen“
- Nachlässe und Sammlungen
- Mikrofilme und Mikrofiche und digitalisierte Bestände

## Archivbenutzung
Die Benutzung von Archivgut des Landes Nordrhein-Westfalen richtet sich grundsätzlich nach den Bestimmungen des nordrhein-westfälischen Archivgesetzes. Personenstandsunterlagen aus der Zeit ab 1. Oktober 1874 bzw. 1. Januar 1876 können nach dem Personenstandsrechtsreformgesetz (gültig ab 1. Januar 2009) nach Ablauf folgender Fristen durchgesehen werden:
- 030 Jahre für Sterberegister
- 080 Jahre für Heiratsregister
- 110 Jahre für Geburtsregister.

Der Lesesaal des Personenstandsarchivs Rheinland in Duisburg bietet PC-Arbeitsplätze mit Ausdruckmöglichkeit, Microfichelesegeräte sowie Mikrofiche-Scanner, ebenfalls mit Ausdruckmöglichkeit. In Detmold verfügt der Lesesaal der Abteilung Ostwestfalen-Lippe des Landesarchivs Nordrhein-Westfalen über 35 Arbeitsplätze, zum großen Teil verbunden mit Lesegeräten für Filme bzw. Mikrofiches. An jedem Platz kann ein Computer angeschlossen werden. Soweit Bestände digitalisiert oder auf Mikrofiches konvertiert sind, stehen sie dem Benutzer im Lesesaal direkt zur Verfügung. Die Originale zu diesen digitalisierten Beständen werden aus Gründen der Bestandserhaltung nicht mehr vorgelegt.
Zunehmend werden Bestände auch online verfügbar gemacht.

## Bibliotheken
Beide Lesesäle verfügen jeweils über eine Handbibliothek, die die direkte Nutzung einschlägiger Handbücher und Standardwerke zur Familiengeschichte und Genealogie ermöglicht. Die Kataloge sind auch online abfragbar.